# Міхеєв Дмитро Олексійович
Міхеєв Дмитро Олексійович (22 червня, 1990, Одеса, Одеська область) — український футболіст, півзахисник польського клубу LKS «C. Nowotaniec».

## Біографія
Дмитро Міхеєв народився 22 червня 1990 р. у м. Львові.Перший тренер — Тенетко Юрій Васильович. З 2003 по 2006 рік виступав за СДЮШОР «Карпати», де став срібним призером чемпіонату України. Згодом почав грати за другу команду львівських «Карпат», де за 45-ть проведених матчів зумів відзначитися одним забитим голом.
Після дублю «зелено-білих» виступав за футбольний клуб «Куликів» у чемпіонаті Львівської області, де став чемпіоном. Згодом виступав за інші футбольні команди Львівської області ФК «Золочів», ФК «Авангард», ФК «Арсенал», ФК «Хімік» та ФК «Добромиль».
У 2016 році у Дмитра розпочалася іноземна кар'єра. Протягом сезону 2016—2017 років він виступав за словацьку команду «Рімавска Собота», де провів 8 матчів. У 2017 він став гравцем польського клубу LKS «C. Nowotaniec», де грає й досі.
Також Дмитро Міхеєв грає у футзал за «Галицьку Здобу» у чемпіонаті гранд-ліги Львівської області, який проходить під егідою Асоціації футзалу Львівщини.

## Титули та досягнення
- Чемпіон Львівської області: 2011

## Особисте життя
Одружений. З дружиною Тетяною виховує доньку Емілію.